# Maëlle Grossetête
Maëlle Grossetête (Sallanches, 10 aprile 1998) è una ciclista su strada e ciclocrossista francese che corre per il team Human Powered Health; è professionista dal 2018.

## Palmarès

### Strada
- 2019 (FDJ Nouvelle-Aquitaine Futuroscope, una vittoria)

Campionati francesi, Prova a cronometro Under-23

### Ciclocross
- 2015-2016

2ª prova Coppa di Francia, Elite (Quelneuc)
Classifica generale Coppa di Francia

## Piazzamenti

### Grandi Giri
- Giro d'Italia

2021: fuori tempo massimo (4ª tappa)

### Competizioni mondiali
- Campionati del mondo su strada

Richmond 2015 - In linea Junior: 16ª
- Campionati del mondo di ciclocross

Heusden-Zolder 2016 - Under-23: 23ª

### Competizioni continentali
- Campionati europei su strada

Tartu 2015 - Cronometro Junior: 13ª
Tartu 2015 - In linea Junior: 47ª
Plumelec 2016 - In linea Junior: 15ª
Herning 2017 - In linea Under-23: 24ª
Brno 2018 - Cronometro Under-23: 6ª
Brno 2018 - In linea Under-23: ritirata
Alkmaar 2019 - Cronometro Under-23: 11ª
Alkmaar 2019 - In linea Under-23: 11ª
Plouay 2020 - Cronometro Under-23: 14ª
Plouay 2020 - In linea Under-23: 17ª
Plouay 2020 - Staffetta mista: 4ª
Drenthe 2023 - In linea Elite: 25ª
- Campionati europei di ciclocross

Lorsch 2014 - Under-23: 8ª
Huijbergen 2015 - Under-23: 16ª
Pontchâteau 2016 - Under-23: 16ª
- Giochi europei

Minsk 2019 - In linea: 47ª
Minsk 2019 - Cronometro: 21ª